# Samuel Schillinger
Samuel Schillinger, węg. Sámuel Silinger (ur. 2 marca 1903 w Użhorodzie, zm. 15 lutego 1998) – czeski piłkarz pochodzenia węgierskiego, grający na pozycji pomocnika.

## Kariera piłkarska

### Kariera klubowa
Wychowanek klubu Ungvári TK. W 1923 rozpoczął karierę piłkarską w DFC Prag, w którym zakończył karierę piłkarza w roku 1933.

### Kariera reprezentacyjna
W latach 1926–1929 bronił barw reprezentacji Czechosłowacji.
Zmarł w Użhorodzie.

## Sukcesy i odznaczenia

### Sukcesy piłkarskie
DFC Praga
- mistrz Czechosłowacji wśród drużyn amatorskich: 1931, 1932
- mistrz czesko-morawskiej ligi: 1923, 1924, 1926, 1927, 1928, 1929, 1931, 1932, 1933